# インターセプターボディアーマー

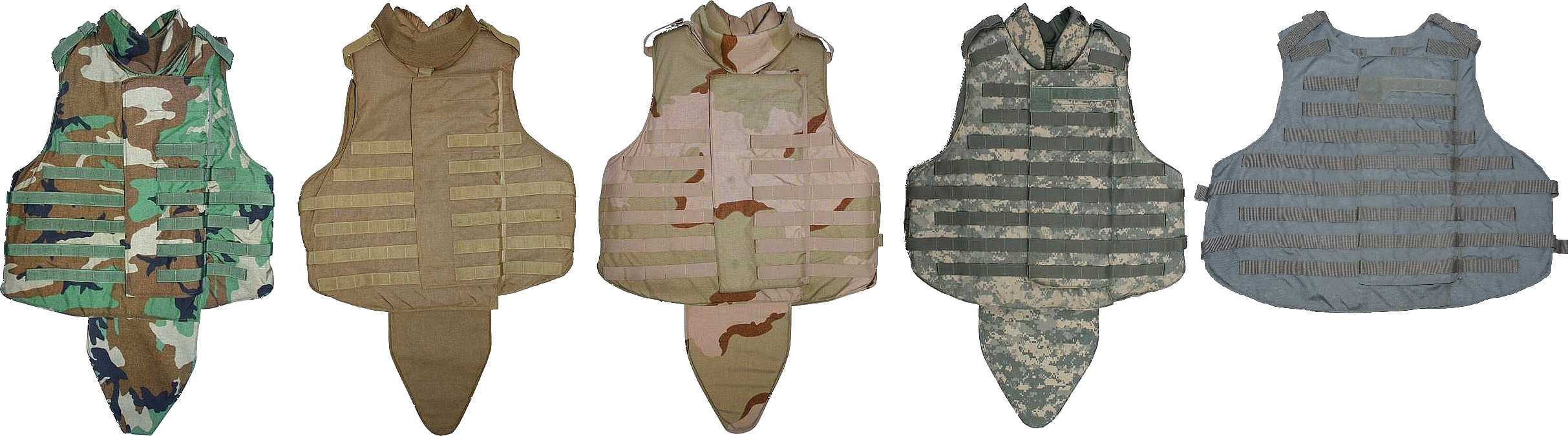
インターセプターボディアーマーのカラーバリエーション

インターセプターボディアーマー（英語：Interceptor body armor,IBA）は、アメリカ軍のボディアーマー。PASGTベストの後継としてアメリカ陸軍とアメリカ海兵隊に採用され、アフガニスタン紛争やイラク戦争で使用された。

## 性能

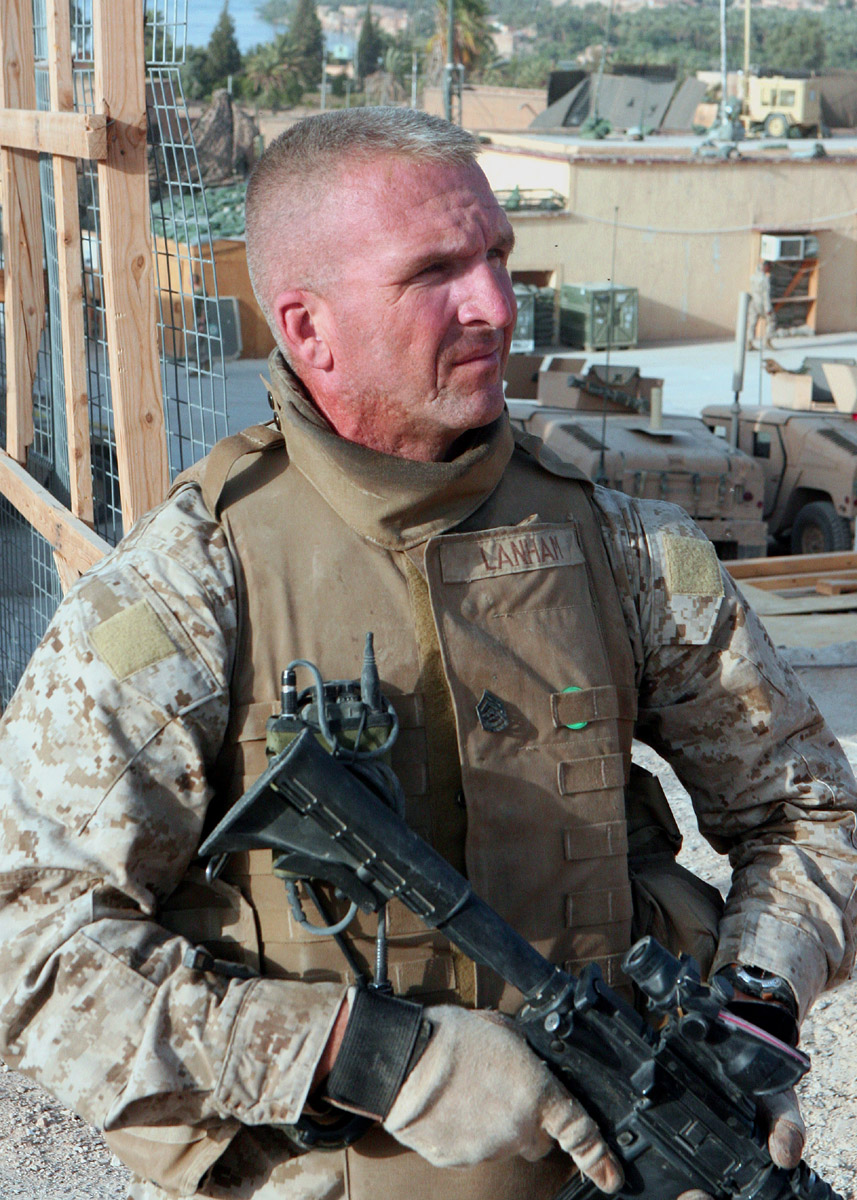
インターセプターボディアーマーを着用したアメリカ海兵隊員

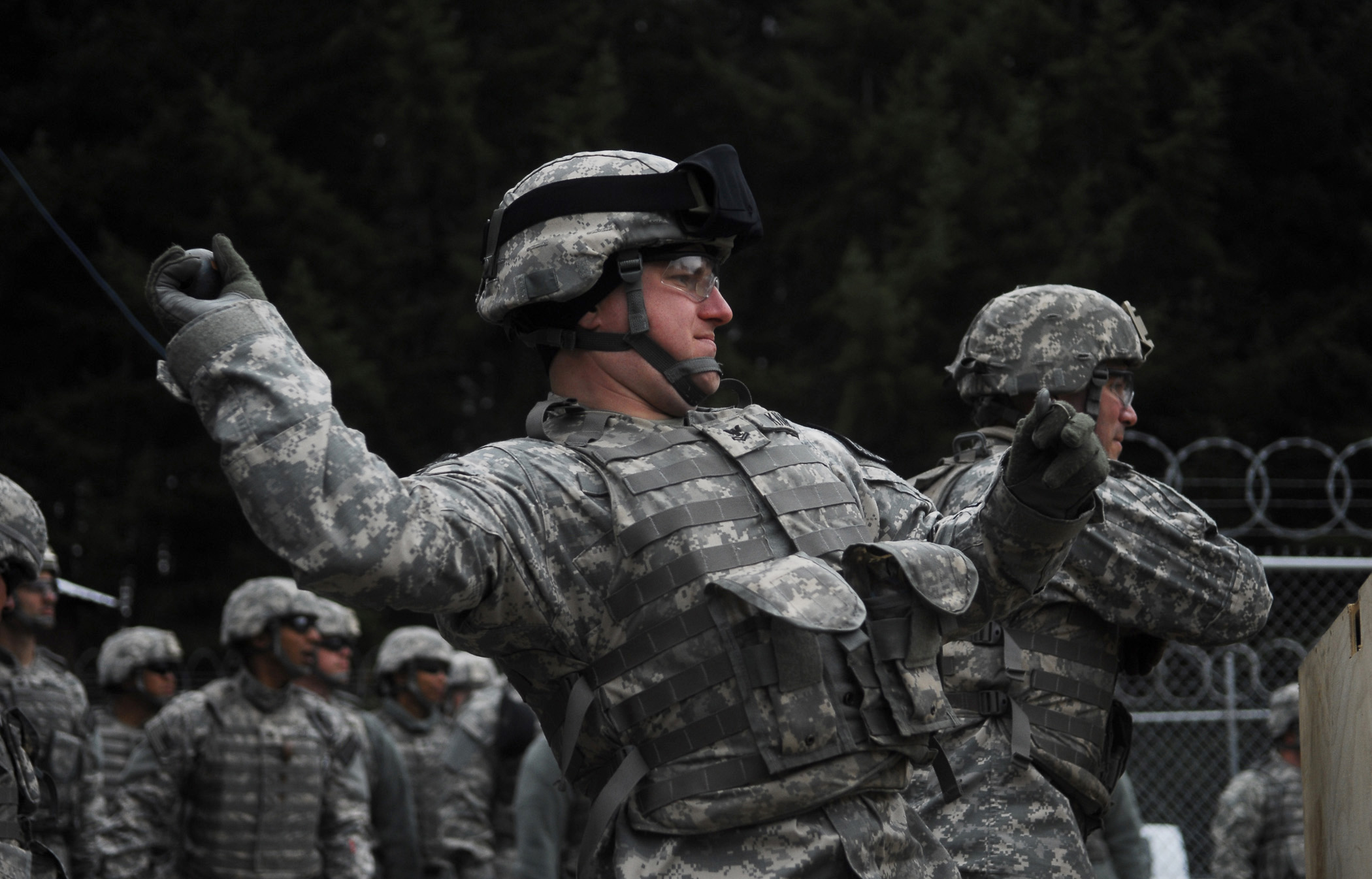
PALSの装備面積を増やすなどの改良を加えたタイプを着用したアメリカ陸軍の兵士。

IBAは外装のOTV（Outer Tactical Vest）とSAPI（Small Arms Protective Insert）と呼ばれるセラミックプレートの2つで構成されている。
OTVには、前面と後面に規格化された装備取り付け用のPALSウェビングが縫い付けられており、任務や運用武器により多くのポーチ類やオプションを装着可能な設計になっている。また、ウッドランド、3Cデザート、UCP、コヨーテブラウンといった迷彩パターンが用意されているため、さまざまな地形での戦闘に適応することが出来る。
OTVの内部にはケブラーを使ったソフトアーマーが挿入されており、NIJ規格LevelIIAの防弾性能（9x19mmパラベラム弾や44マグナムなどの拳銃弾を阻止可能）を持っている。ソフトアーマーはリップストップ加工されたある程度防水性能と遮光性があるビニール系のものにパックされており、汗や雨で濡れることによる防護性能低下と、紫外線や日光による劣化に対し強くなっている。その反面ビニールのような素材の為放熱性や吸汗性が極端に悪く熱帯の酷暑で装着している兵士にはかなりの負担になっていると思われる。
SAPIはNIJ規格LevelIVの性能を持ったセラミックプレートで、OTVの前後に1枚ずつ挿入することができる。ソフトアーマーと併用すれば旧NATO標準弾の7.62x51mm NATO弾を20m以内から3発撃ち込まれても阻止することが可能。前面のみ、SAPI緊急投棄機能が備わっている。アメリカ同時多発テロ事件以降の対テロ戦争で、側面の防御力不足が指摘されたため、側面に小型のセラミックプレートがオプション装備として追加されている。
IBAの重量はOTVが8.4ポンド（3.8 kg）、セラミックプレート1枚が4ポンド（1.8 kg、前後に2枚で8ポンド（3.6kg））の合計16.4ポンド（7.4 kg）で、レンジャーボディアーマーよりも4kg軽くなっている。
IBAの運用年限は3年程度である。
車輌の機関銃手用に防御力を大幅に向上した「Quadgard IV」と呼ばれる拡張装備も存在している。

## その他
喉　襟首　下腹部　肩　上腕部そして大腿部や脛まで防護できるインターセプターボディーアーマーオプションも存在する。上腕部に付けるDAPS（Deltoid Axillary Protection System）は肩や腋から進入した弾丸が肺や心臓を傷つけるのを防ぐための物であり、腕を守っているわけではない。
本国ではSAPIの横流し品が問題になり、摘発から逮捕までに至ったケースもあった。
IBAは、陸軍ではIOTV、海兵隊ではMTVによって更新された。

## 画像

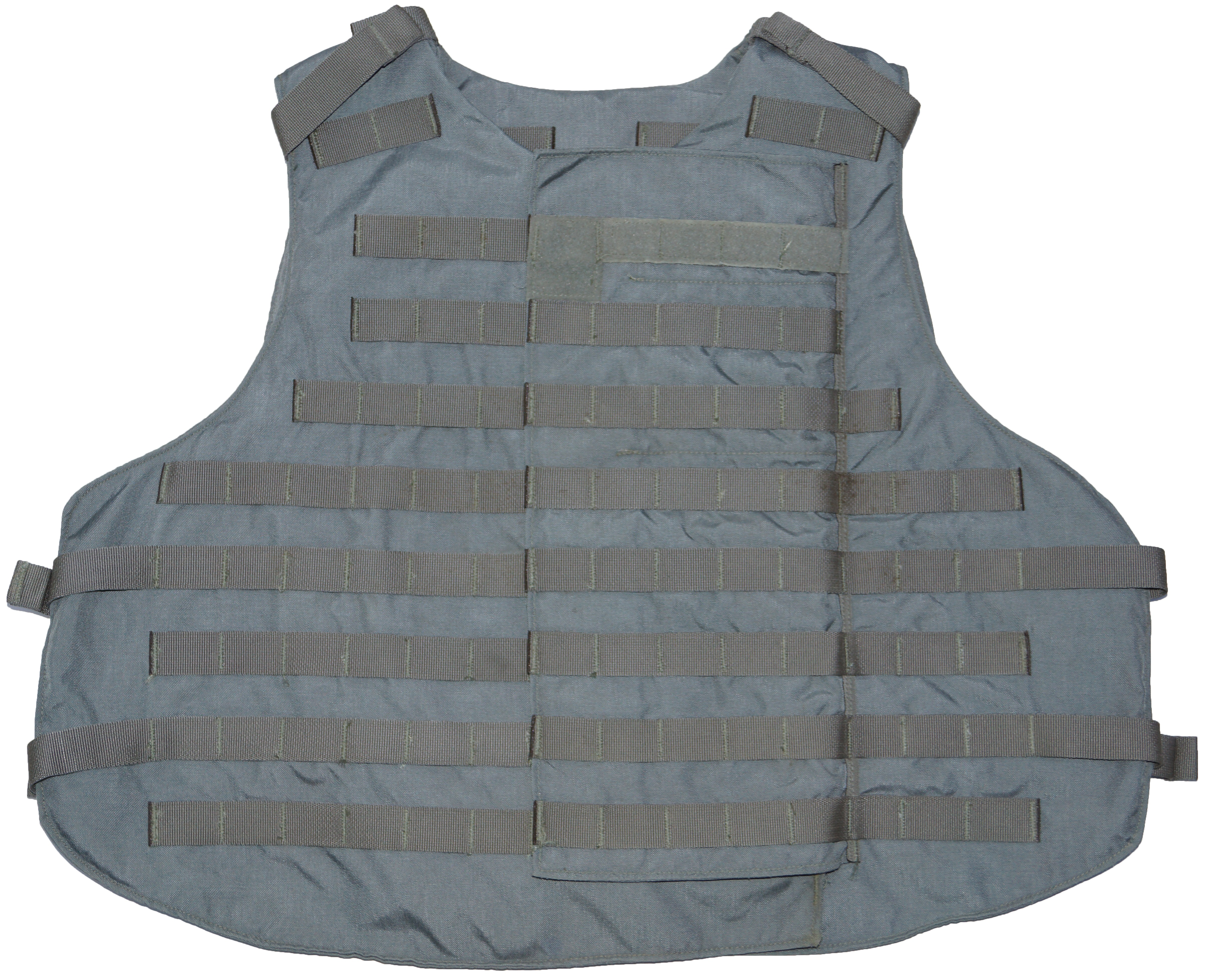
アフガン警察に採用されているグレー塗装のOTV、正面
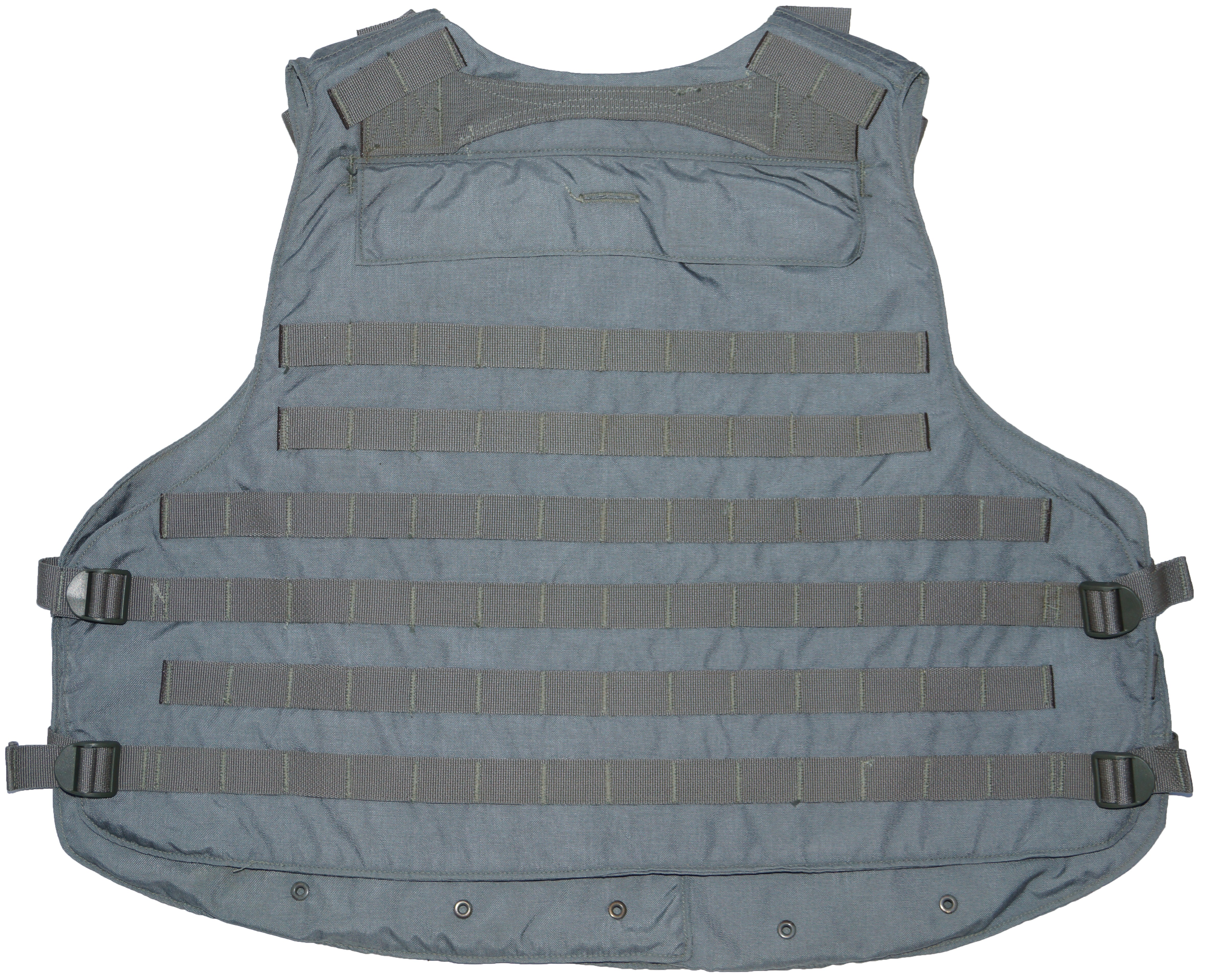
後面
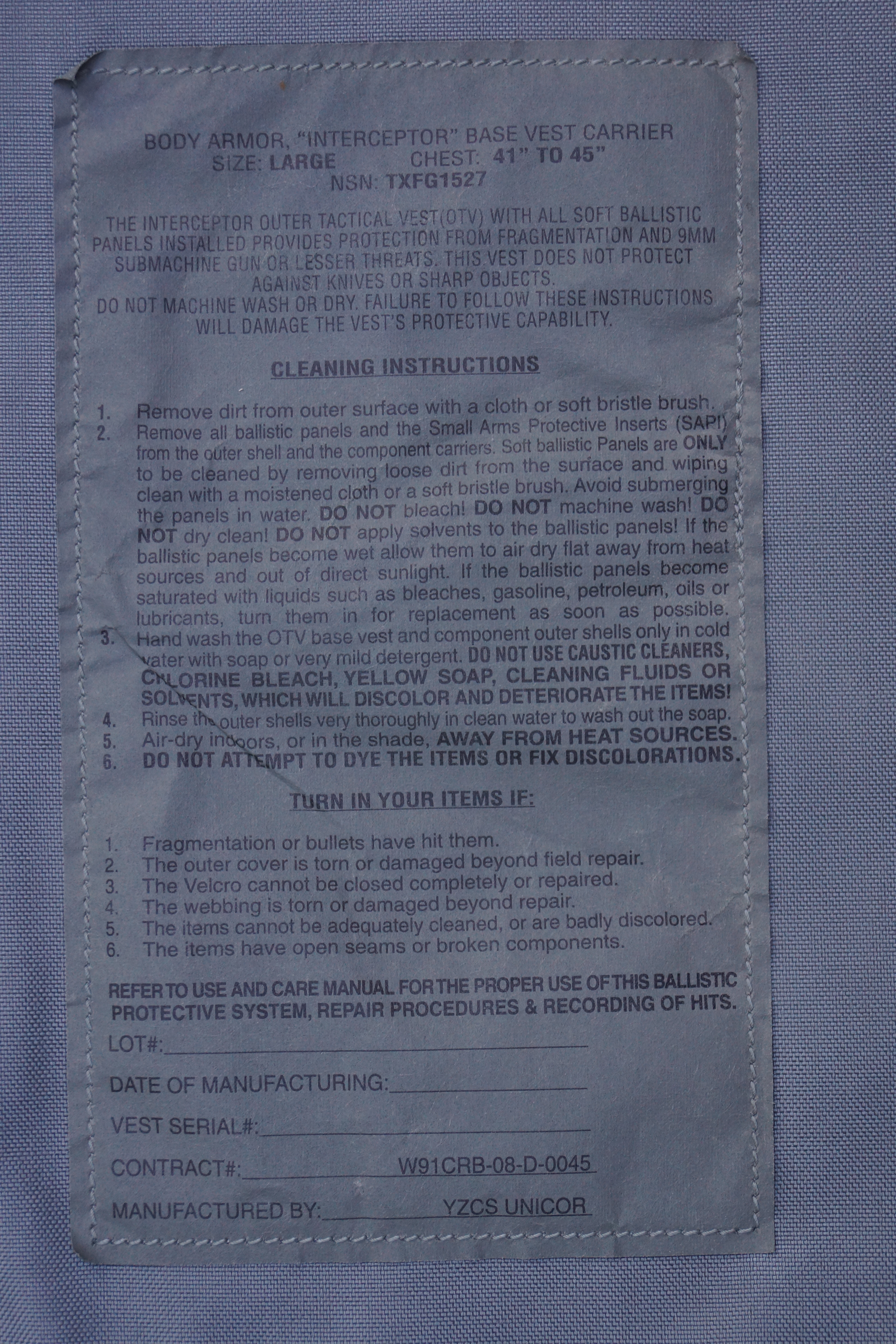
注意書きのラベル、ナイフや鋭利な物体に対して防御力が無いことが書かれている。